# Hinweis

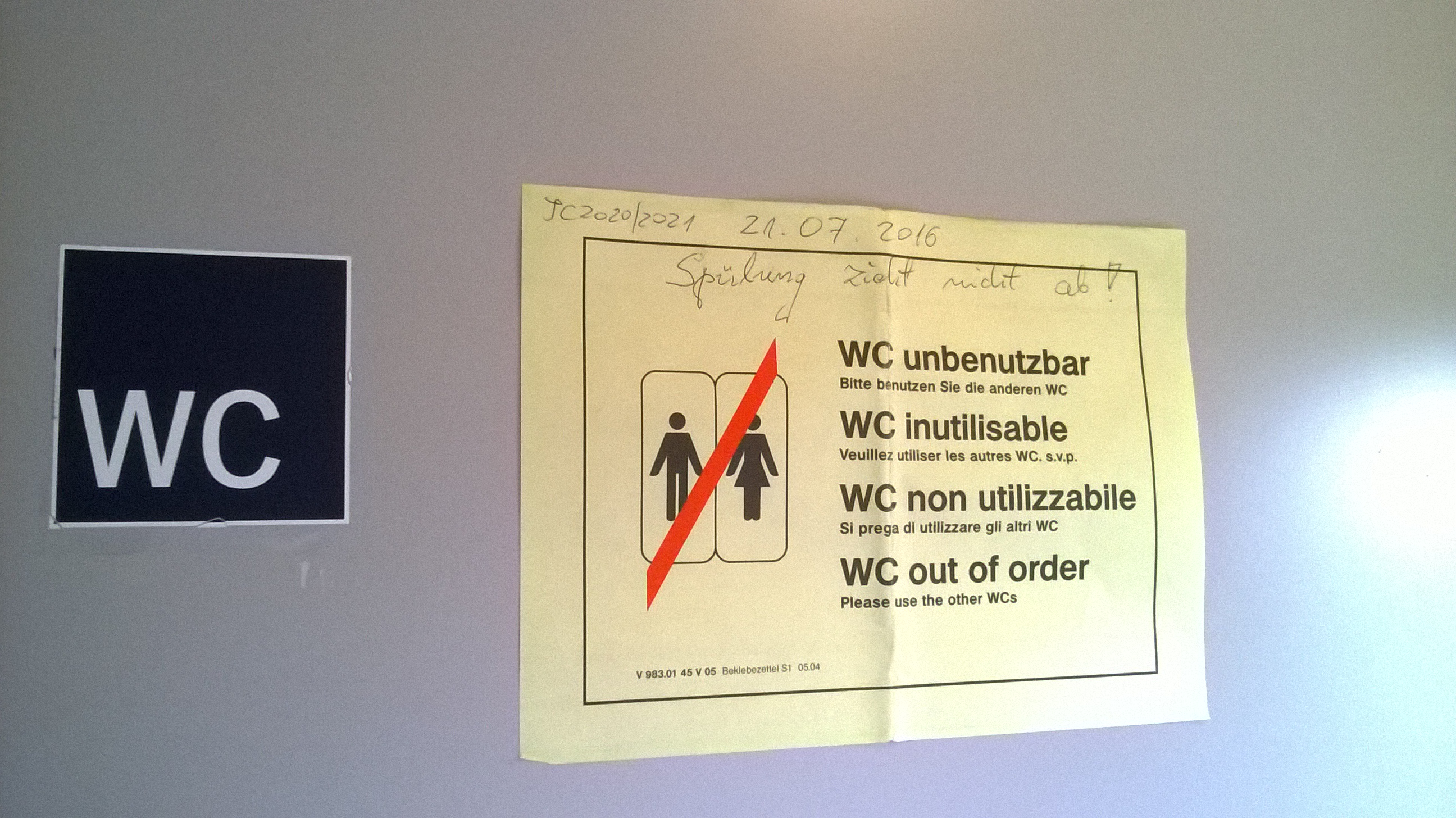
Hinweis auf gestörte Toilette

Ein Hinweis ist ein (An)Zeichen (Indikation, Index) oder ein Anzeiger bzw. eine Anzeige, die dazu verhilft, zu einer neuen Erkenntnis zu gelangen.
Ein Hinweis kann durch eines der fünf Sinnesorgane wahrgenommen werden. Ein Schild ist ein optischer Hinweis.
Im Wörterbuch der Brüder Grimm heißt es, das Verb hinweisen meine einmal etwas zeigend hin halten, dann hin zeigen (Beispiel: er wies mit dem finger auf eine ferne bergspitze hin) und schließlich noch der schriftliche Hinweis (Beispiel: bei einer stelle in einem buche wird auf eine frühere stelle hingewiesen, wo von dem besprochenen gegenstande schon einmal die rede war).